# リーヴァイ・ウッドベリー
リーヴァイ・ウッドベリー（Levi Woodbury, 1789年12月22日 - 1851年9月4日）は、アメリカ合衆国の政治家、裁判官。1823年から1824年まで第15代ニューハンプシャー州知事を務め、さらに1831年から1834年まで第9代アメリカ合衆国海軍長官を、1834年から1841年まで第13代アメリカ合衆国財務長官を務めた。

## 生涯

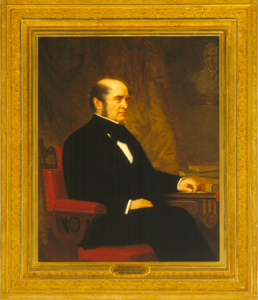
レヴィ・ウッドベリーの肖像画

### 青年時代
1789年、ウッドベリーはニューハンプシャー州フランシスタウンで生まれた。ウッドベリーは1809年にダートマウス大学を卒業し、コネチカット州リッチフィールドの法学大学院で法律を学んだ。その後1812年にニューハンプシャー州から弁護士の認可を受けた。

### 議会議員時代
ウッドベリーは1816年から1823年までニューハンプシャー州最高裁判所の判事を務め、1823年から1824年までニューハンプシャー州知事を務めた。1825年にはニューハンプシャー州下院議員に選出され、議長を務めた。その後1825年から1831年までニューハンプシャー州からアメリカ合衆国上院議員を務めた。
ウッドベリーは連邦議会の上院議員として、また民主党ジャクソン派の政治家として、高い信頼を勝ち得た。

### 海軍長官時代
1831年、アンドリュー・ジャクソン大統領はウッドベリーをアメリカ合衆国海軍長官として任命した。
ウッドベリーは海軍長官として、アメリカ海軍の財政政策の方向性を定め、穏和な改革を施した。穏和な改革の具体例としては、鞭による罰の撤廃や酒類の消費削減が挙げられるが、その効果はほとんどなかった。またウッドベリーは、アメリカ海軍の存在を東洋に知らしめて、合衆国の通商拡張を支援しようとも考えた。

### 財務長官時代
1834年、アンドリュー・ジャクソン大統領はウッドベリーをアメリカ合衆国財務長官に任命した。その後ウッドベリーは、マーティン・ヴァン・ビューレン大統領の任期満了となる1841年まで、7年近くにわたって財務長官を務めた。
財務長官に就任したウッドベリーは、まず1833年に特許更新を事実上拒否された第二合衆国銀行の残務処理を行い、過去の債務返済を試みた。そして1835年の好況に支えられた関税収入の増加と公有地の売却収益のため財務収入が好調となり、債務完済を実現した。政府は余剰資金を国内開発に振り向けるべきであると判断し、1836年6月にはそのための法案が成立した。財務省は翌1837年1月から総額約3700万ドルに及ぶ余剰金を各州へと配分しはじめたが、各預託銀行から政府資金が引き出されたために、各地で著しい金融逼迫が生じた。
だがウッドベリーは、基本的に財務省は財政運営のみに関わればよく、その結果として発生する金融的諸問題には責任がないと考えていた。そのため当時の財務省は政府の政策の結果生じた金融逼迫の状態を解決しようとする意図は全く持っていなかった。
過剰な金融逼迫に危険を感じたウッドベリーがようやく重い腰を上げたのは、1837年の春になってからであった。ウッドベリーは財務省紙幣の発行によって金融市場の救済に乗り出したが、この頃にはもはや手遅れであり、合衆国は1837年恐慌[:en]へと至ることになった。
ウッドベリーは当初、ジャクソン大統領の主張する小さな政府を支持していた。しかしながら第二合衆国銀行の廃止によって中央銀行の統制力が失われた結果、紙幣の流通量は急激な増加を見せ、1837年に地価の急激な下落を伴う経済恐慌が発生した。
1829年には4800万ドルであった紙幣流通量が、1837年には1億5000万ドルへと膨れ上がっていた。ウッドベリーは市中銀行にある連邦政府の資金は財務省の手によって安全な方法で管理する必要があると認識し、政府資金を財務省が独自に管理する独立国庫制度の創設を主張し、1840年にその法案は議会を通過した。この法律の大部分はウッドベリーの退任後の1841年に撤廃されたが、ウッドベリーのこの試みは1846年に再び制定された独立国庫制度の基礎となり、その後の合衆国の資金管理に大きな影響を与えた。

### 裁判官時代
財務長官退任後、ウッドベリーは再びアメリカ合衆国上院議員となった。1844年の大統領選挙では、ウッドベリーをはじめとするジャクソン派はジェームズ・ポークを民主党の候補者として支持し、勝利を収めた。そして1845年にポークが大統領に就任すると、ポークはウッドベリーをアメリカ合衆国連邦最高裁判所陪席判事に任命した。
1851年、ウッドベリーは最高裁判所陪席判事の在任中にニューハンプシャー州ポーツマスで死去した。ウッドベリーの遺体は同市内のハーモニー・グロウヴ墓地に埋葬された。
アイオワ州ウッドベリー郡およびアメリカ合衆国海軍の艦船ウッドベリーは、ウッドベリーにちなんで名づけられた。